# 사라우동

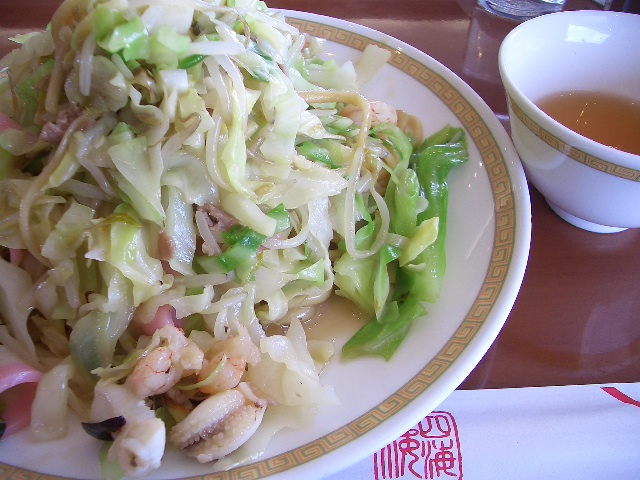
사라우동

사라우동(일본어: 皿うどん 사라우동[*]→접시우동)은 나가사키현의 향토 요리이다. 우동의 일종이라고 생각할 수 있지만, 소바에 가까운 음식이다.

## 같이 보기
- 차오몐